# Nils Johansson (Botaniker)
Nils Thure Johansson (* 12. August 1893 in Gemeinde Klara bei Stockholm; † 18. März 1939 in Gemeinde Bromma bei Stockholm) war ein schwedischer Paläobotaniker und Botaniker.
Johansson studierte 1913 bis 1917 an der Universität Stockholm und war dann bis 1935 Lehrer in Stockholm. 1919 bis 1921 war er für die Geologische Landesaufnahme von Schweden in der Untersuchung von Torfvorkommen beteiligt und 1920/21 Mitarbeiter in der Abteilung Paläobotanik im Reichsmuseum. 1927 wurde er promoviert und war dann auf Forschungsreise in Zentralamerika und der Karibik. 1929 wurde er Professor für Pflanzenphysiologie an der Hochschule für Forstwirtschaft.
Anfangs befasste er sich mit der Flora der Trias in verschiedenen Kohlevorkommen in Schweden, später mit Pflanzenphysiologie, besonders mit Experimenten zur Atmung von Pflanzen. Er besorgte ab 1937 eine Neuauflage des Botaniklehrbuchs für Gymnasien seines Lehrers J. A. O. Skärman.

## Schriften
- Växterna och vattnet (Pflanzen und Wasser), In: C. Skottsberg: Växternas liv. Populärvetenskaplig handbok. Band 2, Malmö 1953, S. 157–249
- Die rätische Flora der Kohlengruben bei Stabbarp und Skromberga in Schonen. In: Kungl. Svenska Vetenskapsakademiens Handlingar Ny Följd. Band 63, Nr. 5, 1922, S. 1–78, 8 Tafeln
- Pterygopteris, eine neue Farngattung aus dem Rät Schonens. In: Arkiv för Botanik. Band 17, Nr. 16, 1922, S. 1–5, 1 Tafel